# Johannes Evangelistkerk (Heeze)
De Johannes Evangelistkerk is een voormalige noodkerk aan Strabrecht 18 te Heeze.
Deze kerk werd gebouwd in 1964 ten behoeve van een nieuwe parochie in de nieuwbouwwijk De Engelse Tuin. De parochie kwam, gezien de voortschrijdende ontkerkelijking, nimmer tot grote bloei. De kerk werd in 1997 onttrokken aan de eredienst en fungeerde nog als gymnastiekzaal, om vervolgens verbouwd te worden tot groepspraktijk voor huisartsen. De parochie fuseerde met de Sint-Martinusparochie.